# Voy a vivir para ti (álbum de Corazón Serrano)
Voy a vivir para ti o también llamado Producción 21 es el último álbum de estudio de Corazón Serrano.

## Lista de canciones
| Lado A |                            |              |          |  |
| N.º    | Título                     | Escritor(es) | Duración |  |
| 1.     | «Clavo saca otro clavo»    |              |          |  |
| 2.     | «Árbol sin hojas»          |              |          |  |
| 3.     | «Basta de mentiras»        |              |          |  |
| 4.     | «Como te extraño»          |              |          |  |
| 5.     | «Decidí vivir sin ti»      |              |          |  |
| 6.     | «Fuiste malo conmigo»      |              |          |  |
| 7.     | «La herida»                |              |          |  |
| 8.     | «Estoy llorando por ti»    |              |          |  |
| 9.     | «Mi triste vida»           |              |          |  |
| 10.    | «No me compares con nadie» |              |          |  |
| 11.    | «No quiero perderte»       |              |          |  |
| 12.    | «No volveré a amar»        |              |          |  |
| 13.    | «Olvídalo corazón»         |              |          |  |
| 14.    | «Se supone»                |              |          |  |
| 15.    | «Te quiero»                |              |          |  |
| 16.    | «Te voy a extrañar»        |              |          |  |
| 17.    | «Voy a vivir para ti»      |              |          |  |
| 18.    | «Vuelve cariño mío»        |              |          |  |
| 19.    | «Ya te olvidé»             |              |          |  |
| 20.    | «Cuatro mentiras»          |              |          |  |
| 21.    | «Vivo en soledad»          |              |          |  |

## Miembros
| - Irma Guerrero Neira: vocalista - Edita Guerrero Neira: vocalista - Lesly Águila: vocalista - Thamara Gómez: vocalista - Estrella Torres: vocalista - Jorge Chapa: vocalista |